# Duệ Thân vương

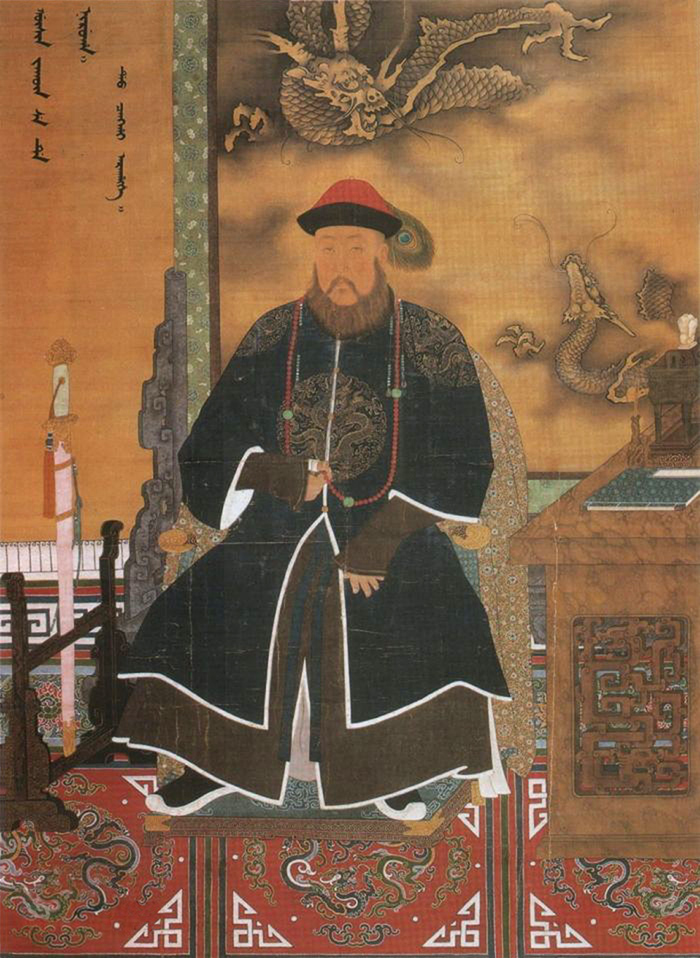
Đa Nhĩ Cổn - thủy tổ của Duệ vương phủ.

Hòa Thạc Duệ Thân vương (chữ Hán: 和碩睿親王; tiếng Mãn: ᡥᠣᡧᠣᡳ
 ᠮᡝᡵᡤᡝᠨ
 ᠴᡳᠨ ᠸᠠᠩ, Möllendorff: Hošoi mergen cin wang, Abkai: Hoxoi mergen qin wang) là tước vị Thân vương thế tập truyền đời nhà Thanh trong lịch sử Trung Quốc. Do được ban ân con cháu tập tước không bị giáng vị, Duệ Thân vương trở thành một trong Thiết mạo tử vương.

## Khái quát
Thủy tổ của Duệ vương phủ là Duệ Trung Thân vương Đa Nhĩ Cổn - con trai thứ 14 của Thanh Thái Tổ Nỗ Nhĩ Cáp Xích. Thời Thuận Trị, ông trở thành Nhiếp chính vương, quyền khuynh thiên hạ. Năm thứ 7 (1650), Đa Nhĩ Cổn qua đời, truy thụy như một Hoàng đế, song sang năm sau (1651) thì bị Trịnh Thân vương Tế Nhĩ Cáp Lãng và phe cánh dâng tấu hạch tội, Đa Nhĩ Cổn và người thừa kế là Đa Nhĩ Bác đều bị tước đi phong hiệu.

### Ý nghĩa phong hiệu
Phong hiệu ["Duệ"] của Đa Nhĩ Cổn, Mãn văn là 「mergen」, ý là "Thông tuệ", "Hiền triết".

### Chi hệ
Vì bản thân Đa Nhĩ Cổn không con, thừa kế là con trai thứ năm của em út Dự Thông Thân vương Đa Đạc, tức Đa Nhĩ Bác. Sau khi Đa Nhĩ Cổn bị thanh toán, Đa Nhĩ Bác bị lệnh đoạt tước, cưỡng chế quy tông, trở thành một chi tiểu tông của Dự vương phủ, lấy Công tước truyền đời. Thời Càn Long, Thanh Cao Tông sửa lại án xử Đa Nhĩ Cổn, tiếp tục ra chỉ Đa Nhĩ Bác cùng hậu duệ làm thừa tự cho Đa Nhĩ Cổn, cho nên chi hệ Đa Nhĩ Bác lại một lần nữa chuyển qua Duệ vương phủ.
Đa Nhĩ Bác có ba con, con cả và con út đều chết sớm, con thứ Tô Nhĩ Phát tiếp tục duy trì đại tông. Tô Nhĩ Phát có 12 đứa con, đa phần chết sớm hoặc tuyệt tự, chỉ có con cả Tắc Lặc nối dõi một chi đại tông, còn có con út Tích Phúc biên thành một nhánh tiểu tông.

### Địa vị
Lúc cực thịnh thời Thanh sơ, Đa Nhĩ Cổn tự mình chiếm giữ hai Bạch kỳ trong Bát kỳ, có được Kỳ quyền thậm chí ngang với Hoàng đế. Nhưng từ khi Đa Nhĩ Cổn bị truy đoạt thụy hiệu lẫn miếu hiệu, Đa Nhĩ Bác bị cách tước quy tông, một chi Duệ vương phủ đoạn tuyệt, rồi lại ở thời Càn Long thiết lập như cũ, cho hậu duệ Đa Nhĩ Bác thừa tước thế tập. Vào lúc đó, Duệ vương phủ tiến hành thừa tước còn muộn hơn Di vương phủ (hậu duệ Dận Tường), nên kỳ quyền đã bị giảm rất nhiều, song do Đa Nhĩ Cổn là phái huân công tông thất hiển hách nhất Thanh sơ, nên địa vị một chi Duệ vương phủ vẫn rất cao, chỉ sau Lễ vương phủ của Đại Thiện, do đó có tên gọi ["Chư vương thứ tịch"; 諸王次席].

### Kỳ tịch
Kỳ tịch của hệ Duệ vương phủ có rất nhiều lần thay đổi, từ Thanh sơ đã nhiều biến động. Thực tế vào giai đoạn này, vẫn chưa có chế độ nhập Kỳ chính thức cho Hoàng tử, mà là các Hoàng tử chiếm giữ Kỳ nào thì Kỳ tịch thuộc vào Kỳ đó.
Nỗ Nhĩ Cáp Xích trước khi lâm chung, chia một nửa Tương Hoàng kỳ cho Đích ấu tử Đa Đạc, còn Chính Hoàng kỳ dành trọn cho A Tế Cách cùng Đa Nhĩ Cổn. Lúc này, Đa Nhĩ Cổn có được 15 Ngưu lộc, là Tiểu kỳ chủ của Chính Hoàng kỳ.
Sau khi Hoàng Thái Cực kế vị đã tiến hành một cuộc đổi Kỳ lần đầu tiên, Hoàng kỳ và Bạch kỳ trao đổi kỳ sắc, anh em Đa Nhĩ Cổn bị đổi hết thành hai Bạch kỳ, trong đó Đa Nhĩ Cổn kỳ phân sửa thành Tương Bạch kỳ, tiếp tục là Tiểu kỳ chủ do anh trai A Tế Cách cũng được phân vào đây. Sau đó, A Tế Cách bị hạch tội mà giảm đi kỳ phân, Đa Nhĩ Cổn liền trở thành Đại kỳ chủ của Tương Bạch kỳ.
Sau khi Hoàng Thái Cực qua đời, Đa Nhĩ Cổn cùng Đa Đạc đổi kỳ, chính mình độc chiếm Chính Bạch kỳ.
Năm Thuận Trị thứ 5 (1648), Đa Đạc và Hào Cách đều qua đời, Đa Nhĩ Cổn diễn một màn đổi kỳ, đem Chính Lam kỳ của Hào Cách quy vào của mình, sau đó lại tiếp tục lấy Chính Lam kỳ đổi lấy Tương Bạch kỳ của Đa Đạc. Kết quả, Dự vương phủ một chi của Đa Đạc đổi kỳ tịch thành Chính Lam kỳ, còn Đa Nhĩ Cổn tự mình độc chiếm hai Bạch kỳ.
Sang năm thứ 8, Đa Nhĩ Cổn bị cách tước truy đoạt, Chính Bạch kỳ của ông ta bị quy về Hoàng đế sở hữu, cùng hai Hoàng kỳ đã tạo nên ["Thượng tam kỳ"], còn Tương Bạch kỳ quy về cho hậu duệ Túc vương phủ của Hào Cách. Mà Đa Nhĩ Bác vốn là người của Dự vương phủ, sớm đã có kỳ tịch Chính Lam kỳ, do vậy kỳ tịch từ đó của Duệ vương phủ là Chính Lam kỳ, là ["Chính Lam kỳ đệ tam tộc"; 正藍旗第三族].

### Danh sĩ
Trong các hậu duệ của Duệ vương phủ, tương đối nổi danh có thể kể tới "Túy công" Tắc Lặc thời Khang - Ung. Người này bị đồn đại là tính cách sảng lãng, uống rượu thì có thể uống cả ngày, cả ngày đêm đều trong trạng thái say xỉn không tỉnh táo. Trong 《 Khiếu đình tạp lục 》 có ghi chép lại, lúc ấy, Khang Hi Đế có hỏi ai có thể kế thừa đại thống, "Túy công" mang theo một thân đầy mùi rượu trả lời "Chỉ có thể lập Ung Thân vương". Về sau Ung Chính Đế kế vị đã nói với Tắc Lặc "Lời nói khi ấy có chút nguy hiểm cho bản thân trẫm. Nhưng ngươi trung thành chính trực như vậy rất đáng khen, về sau cẩn thận lời nói hơn."
Một "danh sĩ" khác chính là Hi Ân (禧恩) thời Thanh trung hậu kỳ, con trai thứ hai của Duệ Cung Thân vương Thuần Dĩnh, nhờ khảo phong mà đạt được "Trấn quốc Tướng quân", rất được Đạo Quang Đế và Hiếu Toàn Thành Hoàng hậu tin cậy, đảm nhiệm qua Thượng thư, Tổng đốc, được ban thưởng Tam nhãn Hoa linh, "Lấn át đồng liêu, người người đều liếc mắt". Về sau Hi Ân trải qua một hồi thất thế, lại tiếp tục nhậm Thượng thư, Hiệp bạn Đại học sĩ, sau khi qua đời còn được tặng Thái tử Thái bảo, truy thụy "Văn Trang" (文庄). Hi Ân là 1 trong 7 Đại thần duy nhất thời Thanh được ban Tam nhãn Hoa linh (lông công trên mũ có 3 mắt); 7 người đó là Phó Hằng, Phúc Khang An, Hòa Lâm, Trường Linh, Hi Ân, Lý Hồng Chương và Từ Đồng.

### Phủ đệ
Phủ đệ của Duệ vương phủ có tất cả 2 tòa, mới và cũ. Cựu phủ nằm ở bên ngoài Đông Hoa môn của khu Đông Thành. Sau khi Đa Nhĩ Cổn mất, bị truy đoạt thụy hiệu, Đa Nhĩ Bác bị cách tước quy tông, nơi này bị hoang phế. Đến thời Khang Hi thì nơi này được xây thành "Mã Cáp Lạt miếu", năm Càn Long thứ 41 (1776) thì đổi thành Phổ Độ tự, gồm có Đại điện và một ít phòng khác. Sau khi thành lập Cộng Hòa Nhân Dân Trung Hoa, đại điện của Phổ Độ tự được cải tạo thành trường tiểu học và nhà kho, môn lâu đổi thành nơi bán lương thực. Năm 2002, Trung Quốc tiến hành tu sửa khu Đông Thành, giữ lại Đại điện và Môn lâu của Phổ Độ tự.
Tân phủ là phủ đệ của Duệ vương phủ sau khi Thuần Dĩnh được phục phong, nằm ở ngõ "Thạch Đại Nhân" của khu Đông Thành, nguyên là phủ của Nhiêu Dư Thân vương. Phủ này có cổng chính 3 gian, chính điện 5 gian, đông tây Phối điện mỗi bên 3 gian, hậu điện 3 gian, hậu tẩm 5 gian, dãy nhà sau 5 gian. Duệ Thân vương cuối cùng là Trung Thuyên đã đem nơi này gán nợ, vì không có khả năng trả nợ mà nơi này bị tịch thu, về sau trường Trung học Đại Đồng mua lại nơi này làm trường học.

### Viên tẩm
Một chi Duệ vương phủ ở Bắc Kinh có tất cả 6 nơi chôn cất, phân biệt là "Cửu vương phần" ở bên ngoài Đông Trực môn (an táng Đa Nhĩ Cổn), "Nhị Bối tử phần" ở Huân Bì Hán thôn  (an táng Đa Nhĩ Bác và Tô Nhĩ Phát) và "Túy công phần" ở khu Triều Dương (an táng Túy công Tắc Lặc), "Nho vương phần" ở bên ngoài Quảng Cừ môn (an táng Như Tùng), "Duệ vương phần" ở Tây Sơn ngũ lý đà (an táng Thuần Dĩnh và Nhân Thọ), "Duệ vương phần" ở khu Triều Dương (an táng Đoan Ân, Đức Trường, Khôi Bân, Trung Thuyên). 6 nơi chôn cất này cơ bản đều đã bị trộm mộ hoặc di dời linh cữu vào khoảng những năm 40. Nho vương phần bị hủy năm 1951, Cửu vương phần bị san bằng nằm 1954, Duệ vương phần bị phá hủy năm 1955, Túy công phần bị san bằng năm 1966, 4 nơi này đều không còn di tích gì. Duệ vương phần ở Ngũ Lý Đà vẫn còn lại rừng cây Dương, nghe nói là Bảo đính ở dưới đấy. Chỉ có duy nhất Nhị Bối tử phần vẫn còn lưu lại di chỉ, chẳng qua là đã bị khai phá làm đồng ruộng.

## Duệ Thân vương
Thứ tự thừa kế Duệ vương phủ. Số năm lần lượt là năm sinh, năm thừa tước, năm mất; in đậm là khoảng thời gian thụ tước:
- Thời kỳ đầu đại tông:

1. Duệ Trung Thân vương Đa Nhĩ Cổn (多爾袞)
1612 - 1636 - 1650
2. Duệ Thân vương Đa Nhĩ Bác (多爾博), con trai Dự Thông Thân vương Đa Đạc. Năm Thuận Trị thứ 8, bị cưỡng chế quy tông.
1643 - 1650 - 1651 - 1673

- Thời kỳ Dự vương tiểu tông:

1. Đa La Bối lặc Đa Nhĩ Bác (多爾博), truy phong Duệ Thân vương.
1643 - 1657 - 1673
2. Phụng ân Trấn quốc công Tô Nhĩ Phát (蘇爾發), truy phong Duệ Thân vương.
1664 - 1673 - 1708
3. Phụng ân Phụ quốc công Tắc Lặc (塞勒), truy phong Duệ Thân vương.
1680 - 1708 - 1729
4. Phụng ân Phụ quốc công Tề Nỗ Hồn (齊努渾), thụy Giản Hi (簡僖).
1701 - 1729 - 1744
5. Phụng ân Phụ quốc công Công Nghi Bố (功宜布), thụy Khác Cần (恪勤), truy phong Duệ Thân vương.
1714 - 1744 - 1746
6. Tín Khác Quận vương Như Tùng (如松), lấy kế đại tông Tín Quận vương Đức Chiêu, nên lấy Tu Linh để thừa kế hệ này. Sau được truy phong Duệ Thân vương.
1737 - 1746 - 1762

- Thời kỳ phục tước:

1. Duệ Cung Thân vương Thuần Dĩnh (淳颖), con trai thứ ba của Như Tùng.
1761 - 1778 - 1800
2. Duệ Thận Thân vương Bảo Ân (宝恩)
1777 - 1801 - 1802
3. Duệ Cần Thân vương Đoan Ân (端恩)
1788 - 1802 - 1826
4. Duệ Hy Thân vương Nhân Thọ (仁壽)
1810 - 1826 - 1864
5. Duệ Ý Thân vương Đức Trường (德長)
1838 - 1865 - 1876
6. Duệ Kính Thân vương Khôi Bân (魁斌)
1864 - 1876 - 1915
7. Duệ Thân vương Trung Thuyên (中銓)
1892 - 1915 - 1939

## Phả hệ Duệ Thân vương
|                                                    |                                                    |                                                    |                                                    |                                                    |                                                    |  |  |  |  |                                                 |                                               |                                               |                                               |                                               |                                               |  |  |  |  |  |  |  |  | Quá kế |  |  |  |  |  |
|                                                    |                                                    |                                                    |                                                    |                                                    |                                                    |  |  |  |  |                                                 |                                               |                                               |                                               |                                               |                                               |  |  |  |  |  |  |  |  |        |  |  |  |  |  |
|                                                    |                                                    |                                                    |                                                    |                                                    |                                                    |  |  |  |  |                                                 |                                               |                                               |                                               |                                               |                                               |  |  |  |  |  |  |  |  |        |  |  |  |  |  |
| Duệ Trung Thân vương Đa Nhĩ Cổn 1612 - 1636 - 1650 | Duệ Trung Thân vương Đa Nhĩ Cổn 1612 - 1636 - 1650 | Duệ Trung Thân vương Đa Nhĩ Cổn 1612 - 1636 - 1650 | Duệ Trung Thân vương Đa Nhĩ Cổn 1612 - 1636 - 1650 | Duệ Trung Thân vương Đa Nhĩ Cổn 1612 - 1636 - 1650 | Duệ Trung Thân vương Đa Nhĩ Cổn 1612 - 1636 - 1650 |  |  |  |  | Dự Thông Thân vương Đa Đạc                      | Dự Thông Thân vương Đa Đạc                    | Dự Thông Thân vương Đa Đạc                    | Dự Thông Thân vương Đa Đạc                    | Dự Thông Thân vương Đa Đạc                    | Dự Thông Thân vương Đa Đạc                    |  |  |  |  |  |  |  |  |        |  |  |  |  |  |
| Duệ Trung Thân vương Đa Nhĩ Cổn 1612 - 1636 - 1650 | Duệ Trung Thân vương Đa Nhĩ Cổn 1612 - 1636 - 1650 | Duệ Trung Thân vương Đa Nhĩ Cổn 1612 - 1636 - 1650 | Duệ Trung Thân vương Đa Nhĩ Cổn 1612 - 1636 - 1650 | Duệ Trung Thân vương Đa Nhĩ Cổn 1612 - 1636 - 1650 | Duệ Trung Thân vương Đa Nhĩ Cổn 1612 - 1636 - 1650 |  |  |  |  | Dự Thông Thân vương Đa Đạc                      | Dự Thông Thân vương Đa Đạc                    | Dự Thông Thân vương Đa Đạc                    | Dự Thông Thân vương Đa Đạc                    | Dự Thông Thân vương Đa Đạc                    | Dự Thông Thân vương Đa Đạc                    |  |  |  |  |  |  |  |  |        |  |  |  |  |  |
|                                                    |                                                    |                                                    |                                                    |                                                    |                                                    |  |  |  |  |                                                 |                                               |                                               |                                               |                                               |                                               |  |  |  |  |  |  |  |  |        |  |  |  |  |  |
| Truy phong Duệ Thân vương Đa Nhĩ Bác 1643 - 1673   |                                                    |                                                    |                                                    |                                                    |                                                    |  |  |  |  |                                                 |                                               |                                               |                                               |                                               |                                               |  |  |  |  |  |  |  |  |        |  |  |  |  |  |
|                                                    |                                                    |                                                    |                                                    |                                                    |                                                    |  |  |  |  |                                                 |                                               |                                               |                                               |                                               |                                               |  |  |  |  |  |  |  |  |        |  |  |  |  |  |
| Truy phong Duệ Thân vương Tô Nhĩ Phát ? - 1708     |                                                    |                                                    |                                                    |                                                    |                                                    |  |  |  |  |                                                 |                                               |                                               |                                               |                                               |                                               |  |  |  |  |  |  |  |  |        |  |  |  |  |  |
|                                                    |                                                    |                                                    |                                                    |                                                    |                                                    |  |  |  |  |                                                 |                                               |                                               |                                               |                                               |                                               |  |  |  |  |  |  |  |  |        |  |  |  |  |  |
| Truy phong Duệ Thân vương Tắc Lặc ? - 1729         |                                                    |                                                    |                                                    |                                                    |                                                    |  |  |  |  |                                                 |                                               |                                               |                                               |                                               |                                               |  |  |  |  |  |  |  |  |        |  |  |  |  |  |
|                                                    |                                                    |                                                    |                                                    |                                                    |                                                    |  |  |  |  |                                                 |                                               |                                               |                                               |                                               |                                               |  |  |  |  |  |  |  |  |        |  |  |  |  |  |
| Truy phong Duệ Thân vương Công Nghi Bố ? - 1746    |                                                    |                                                    |                                                    |                                                    |                                                    |  |  |  |  |                                                 |                                               |                                               |                                               |                                               |                                               |  |  |  |  |  |  |  |  |        |  |  |  |  |  |
|                                                    |                                                    |                                                    |                                                    |                                                    |                                                    |  |  |  |  |                                                 |                                               |                                               |                                               |                                               |                                               |  |  |  |  |  |  |  |  |        |  |  |  |  |  |
| Truy phong Duệ Thân vương Như Tùng 1737 - 1770     |                                                    |                                                    |                                                    |                                                    |                                                    |  |  |  |  |                                                 |                                               |                                               |                                               |                                               |                                               |  |  |  |  |  |  |  |  |        |  |  |  |  |  |
|                                                    |                                                    |                                                    |                                                    |                                                    |                                                    |  |  |  |  |                                                 |                                               |                                               |                                               |                                               |                                               |  |  |  |  |  |  |  |  |        |  |  |  |  |  |
| Duệ Cung Thân vương Thuần Dĩnh 1761 - 1778 - 1800  |                                                    |                                                    |                                                    |                                                    |                                                    |  |  |  |  |                                                 |                                               |                                               |                                               |                                               |                                               |  |  |  |  |  |  |  |  |        |  |  |  |  |  |
|                                                    |                                                    |                                                    |                                                    |                                                    |                                                    |  |  |  |  |                                                 |                                               |                                               |                                               |                                               |                                               |  |  |  |  |  |  |  |  |        |  |  |  |  |  |
|                                                    |                                                    |                                                    |                                                    |                                                    |                                                    |  |  |  |  |                                                 |                                               |                                               |                                               |                                               |                                               |  |  |  |  |  |  |  |  |        |  |  |  |  |  |
| Duệ Thận Thân vương Bảo Ân 1777 - 1801 - 1802      | Duệ Thận Thân vương Bảo Ân 1777 - 1801 - 1802      | Duệ Thận Thân vương Bảo Ân 1777 - 1801 - 1802      | Duệ Thận Thân vương Bảo Ân 1777 - 1801 - 1802      | Duệ Thận Thân vương Bảo Ân 1777 - 1801 - 1802      | Duệ Thận Thân vương Bảo Ân 1777 - 1801 - 1802      |  |  |  |  | Duệ Cần Thân vương Đoan Ân 1788 - 1802 - 1826   | Duệ Cần Thân vương Đoan Ân 1788 - 1802 - 1826 | Duệ Cần Thân vương Đoan Ân 1788 - 1802 - 1826 | Duệ Cần Thân vương Đoan Ân 1788 - 1802 - 1826 | Duệ Cần Thân vương Đoan Ân 1788 - 1802 - 1826 | Duệ Cần Thân vương Đoan Ân 1788 - 1802 - 1826 |  |  |  |  |  |  |  |  |        |  |  |  |  |  |
| Duệ Thận Thân vương Bảo Ân 1777 - 1801 - 1802      | Duệ Thận Thân vương Bảo Ân 1777 - 1801 - 1802      | Duệ Thận Thân vương Bảo Ân 1777 - 1801 - 1802      | Duệ Thận Thân vương Bảo Ân 1777 - 1801 - 1802      | Duệ Thận Thân vương Bảo Ân 1777 - 1801 - 1802      | Duệ Thận Thân vương Bảo Ân 1777 - 1801 - 1802      |  |  |  |  | Duệ Cần Thân vương Đoan Ân 1788 - 1802 - 1826   | Duệ Cần Thân vương Đoan Ân 1788 - 1802 - 1826 | Duệ Cần Thân vương Đoan Ân 1788 - 1802 - 1826 | Duệ Cần Thân vương Đoan Ân 1788 - 1802 - 1826 | Duệ Cần Thân vương Đoan Ân 1788 - 1802 - 1826 | Duệ Cần Thân vương Đoan Ân 1788 - 1802 - 1826 |  |  |  |  |  |  |  |  |        |  |  |  |  |  |
|                                                    |                                                    |                                                    |                                                    |                                                    |                                                    |  |  |  |  | Duệ Hy Thân vương Nhân Thọ 1810 - 1826 - 1864   |                                               |                                               |                                               |                                               |                                               |  |  |  |  |  |  |  |  |        |  |  |  |  |  |
|                                                    |                                                    |                                                    |                                                    |                                                    |                                                    |  |  |  |  |                                                 |                                               |                                               |                                               |                                               |                                               |  |  |  |  |  |  |  |  |        |  |  |  |  |  |
|                                                    |                                                    |                                                    |                                                    |                                                    |                                                    |  |  |  |  | Duệ Ý Thân vương Đức Trường 1838 - 1865 - 1876  |                                               |                                               |                                               |                                               |                                               |  |  |  |  |  |  |  |  |        |  |  |  |  |  |
|                                                    |                                                    |                                                    |                                                    |                                                    |                                                    |  |  |  |  |                                                 |                                               |                                               |                                               |                                               |                                               |  |  |  |  |  |  |  |  |        |  |  |  |  |  |
|                                                    |                                                    |                                                    |                                                    |                                                    |                                                    |  |  |  |  | Duệ Kính Thân vương Khôi Bân 1864 - 1876 - 1915 |                                               |                                               |                                               |                                               |                                               |  |  |  |  |  |  |  |  |        |  |  |  |  |  |
|                                                    |                                                    |                                                    |                                                    |                                                    |                                                    |  |  |  |  |                                                 |                                               |                                               |                                               |                                               |                                               |  |  |  |  |  |  |  |  |        |  |  |  |  |  |
|                                                    |                                                    |                                                    |                                                    |                                                    |                                                    |  |  |  |  | Duệ Thân vương Trung Thuyên 1892 - 1915 - 1939  |                                               |                                               |                                               |                                               |                                               |  |  |  |  |  |  |  |  |        |  |  |  |  |  |